# Warner Tjardus Koiter
Warner Tjardus Koiter (Amsterdam, 16 giugno 1914 – Delft, 2 settembre 1997) è stato un ingegnere olandese.
Professore di Meccanica Applicata alla Università Tecnica di Delft (Paesi Bassi) dal 1949 al 1979, è universalmente riconosciuto come il  fondatare della moderna Teoria della stabilità delle strutture.

## Biografia
Warner Tjardus Koiter è nato ad Amsterdam. Dopo la sua formazione primaria e secondaria nella cittadina di Stupfen, si iscrisse nel 1931 alla Università Tecnica di Delft ,  laureandosi con onore in Ingegneria meccanica nel 1936.
Dopo la laurea, ha lavorato al Dutch National Aeronautical Research Institute (NLL) in Amsterdam sotto la guida di A. van der Neut, dove approfondì i suoi studi di meccanica applicata ed in modo particolare, sulle applicazioni ingegneristiche in campo aeronautico. Nel 1938, inizio a lavorare all'Ufficio Brevetti governativo e nel 1939, entrò nel Government Civil Aviation Office.
Durante la guerra, ha lavorato al NLL occupandosi liberamente dei temi di suo interesse. Queste ricerca lo portarono alla sua tesi di dottorato PhD, On the Stability of Elastic Equilibrium, che completò già nel 1942 ma che, rifiutandosi di graduarsi in una Università sotto il controllo dell'occupazione nazista, accettò di discutere a Delft solo nel novembre 1945; in tale lavoro ebbe come tutor B.C. Biezeno. La tesi fu scritta in olandese, in quanto le forze di occupazione tedesche consentivano solo tesi scritte in tedesco o olandese. Come conseguenza, il suo contenuto divenne noto alla comunità scientifica internazionale solo dopo la sua traduzione in inglese per la NASA, 15 anni più tardi.
Nel 1949, fu nominato Professore di Meccanica Applicata in Delft, permanendo in tale carico fino al suo pensionamento nel 1979.

## Contributi scientifici
Koiter è noto principalmente per la sua teoria asintotica della stabilità iniziale di post-buckling. Altri importanti contributi sono nell'analisi lineare e nonlineare dei gusci sottili, nella teoria della plasticità, della elasticità, e negli aspetti matematici connessi. Uno dei suoi contributi come 'migliore' teoria lineare dei gusci sottili, ebbe l'appellativo 'All you need is Love'. Ha pubblicato circa 150 reports ed articoli.

## Riconoscimenti e onorificenze
È stato premiato con la Von Karman medal dalla ASCE e con la Timoshenko Medal dalla ASME. Ha ottenuto il dottorato onorario dalle Università di  Leicester, Glasgow, Bochum, e Gand. È stato membro della Royal Netherlands Academy of Sciences, della Royal Society, della National Academy of Engineering (NAE). Nel 1996, la American Society of Mechanical Engineers istituì la Koiter medal per successi conseguiti nel campo della meccanica dei solidi, ed assegnò a lui la prima nel 1997.